# Tenthrenulina dispar
Tenthrenulina dispar är en mossdjursart som beskrevs av Gordon 1984. Tenthrenulina dispar ingår i släktet Tenthrenulina och familjen Microporellidae. Inga underarter finns listade i Catalogue of Life.